# Rolf Kasparek
Rolf Kasparek, detto Rock'n'Rolf (Amburgo, 1º luglio 1961), è un cantante e chitarrista tedesco.

## Biografia
Nel 1976 fonda i Running Wild, band speed metal di cui è cantante e chitarrista, nonché unico compositore.
Nel 2009 aprì un progetto di nome Toxic Taste e fece anche un cd Toxication ma nessun live al riguardo anche perché è l'unico membro di questo progetto, in seguito nel 2013 sviluppa con Peter Jordan il progetto Giant X con uscita dell'album I.

## Discografia

### Con i Toxic Taste
Album in studio
- 2009 - Toxication

### Con i Giant X
Album in studio
- 2013 - I